# Der Harem
Der Harem (Münchner Harem) ist ein soziales Experiment und eine Kommune von mehreren Frauen und dem Ex-Kommunarden Rainer Langhans in München.

## Hintergrund
Der Harem versteht sich als „offenes und virtuelles Experiment“ – als ein „langer Marsch“ durch die eigenen inneren Institutionen.
Der Begriff „Harem“ wurde von den Frauen teilweise angenommen, ist bis heute nicht beliebt. Das Credo des Münchner Harems soll gelautet haben: „Nicht ein Mann hat fünf Frauen, sondern fünf Frauen haben einen Mann.“
Der „Harem“ startete ein Lebensexperiment von Personen, denen Beziehungen, Ehe und Karriere zu begrenzte Erfahrungsmöglichkeiten waren. Insbesondere die Frauen wollten sich einer neuen Herausforderung stellen, die bisher ungelebt geblieben war: ihr selbstbestimmtes Leben. Zu diesem Zweck schien ihnen der Kommune-I-erfahrene Rainer Langhans, der nach dem Ende seiner großen Liebe mit Uschi Obermaier einen spirituellen Weg einschlug, sehr geeignet.

## Geschichte

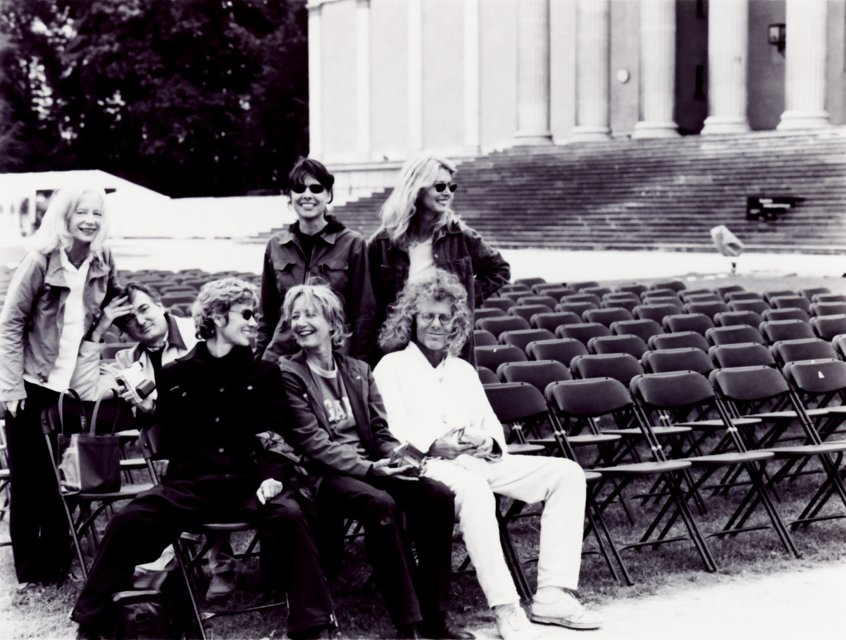
Der „Harem“, Königsplatz in München, 2000

Der „Harem“ bestand ab 1974 zunächst aus Brigitte Streubel, Jutta Winkelmann und Rainer Langhans. Bald darauf kamen Anna Werner und 1978 Christa Ritter hinzu. Im selben Jahr entstand der Name der Gruppe und Anna Werner zog in die USA, kehrte aber 1982 mit ihrer Tochter Janna Ji Wonders wieder nach München zurück. 1991 schloss sich Jutta Winkelmanns Zwillingsschwester Gisela Getty der Gruppe an.
Die Frauen zogen alle nach Schwabing in die Nähe von Langhans. Fast jede Frau bezog eine eigene Wohnung. Anfangs traf man sich täglich, tauschte alle Ereignisse und sich selbst so offen und auch ungeschönt wie möglich aus, ähnlich wie in einer Selbsterfahrungsgruppe. Anfang der 1980er Jahre folgten erste Kontaktversuche mit der Politik, mit den Grünen. Die Frauen produzierten ein Fanzine mit dem Titel „!“. Es wurde mit Videos experimentiert, in Eigenproduktion entstand das Buch Die Mitte der Dunkelheit. Christa Ritter drehte mit Rainer Langhans später Fernsehdokumentationen, und auch der Harem experimentierte mit Videotechnik. Probleme wie Eifersucht, Mobbing, Neid und Selbstverachtung gab es jedoch beim Zusammenleben auch. Anna Werner zog mit ihrer Tochter aufs Land an den Walchensee.
Im März 2007 lud Langhans die ehemalige Terroristin Brigitte Mohnhaupt in einem Interview mit der Abendzeitung in seinen „Harem“ ein. „Nach so langer Gefangenschaft sind sicherlich Bedürfnisse bei ihr vorhanden, zu denen auch Sexualität gehört. Aber bei uns geht es um viel mehr: Wer intensive Beziehungsarbeit – die auch eine Form von Terror sein kann – zu leisten bereit ist, erlebt das Paradies von morgen.“ Im Februar 2008 erging, ebenfalls via Abendzeitung, eine Einladung an die damalige Fürther Landrätin Gabriele Pauli.

## Fernsehsendungen
- „Das Harem-Experiment - Rainer Langhans und seine Gefährtinnen“, Reihe „Bayerisches Feuilleton“ vom 24. September 2016, Bayerischer Rundfunk, Bayern 2, (Artikel mit Audio und Fotogalerie)

### Dokumentationen
- „Langhans, Teufel und die Frauen“ für SPIEGEL TV
- „Camille Paglia: Eine Frau sieht Rot“ (SAT1)
- „Fatima Mernissi: Die Macht der Hüfte“
- „Wollen Sie das 4. Reich?“
- „R-Evolution“

### Fernsehauftritte
u. a.:
- „Einspruch“ mit Uli Meyer auf SAT1 am 20. Juli 1993
- „Ready to Ruck“ 3 Tage Generation Mix in Berlin 28.–30. August 1998
- „Kommune“ Dreiwöchige Reality Show täglich auf TV-München und TV-Berlin Frühjahr 2003 (mehrfach wiederholt)
- „Beckmann“ (11. Februar 2008)
- „Sex im Alter“ VIVO 3Sat (13. Februar 2010)